# Hoplosphyrum griseus
Hoplosphyrum griseus is een rechtvleugelig insect uit de familie Mogoplistidae. De wetenschappelijke naam van deze soort is voor het eerst geldig gepubliceerd in 1863 door Philippi.